# Виноградное (Днепропетровская область)
Виноградное (укр. Виноградне) — село, Чумаковский сельский совет, Днепровский район,
Днепропетровская область, Украина.
Код КОАТУУ — 1221488002. Население по переписи 2001 года составляло 12 человек.

## Географическое положение
Село Виноградное находится на расстоянии в 1 км от села Маевка.